# Canthigaster compressa
Canthigaster compressa är en blåsfisk och tillhör släktet Canthigaster, den blir cirka 12 cm lång. Den finns från Filippinerna till Salomonöarna.